# Jermolovo
Jermolovo (Russisch: Ермолово) is een gehucht (selo) in het zuidoosten van de oeloes Nizjnekolymski in het noordoosten van de Russische autonome republiek Jakoetië. De plaats ligt op de rechteroever (noordzijde) van de rivier de Kolyma. De plaats ligt op 95 kilometer van het oeloescentrum Tsjerski en 50 kilometer van het naslegcentrum Pochodsk (nasleg Pochodski). In 2001 telde het 4 inwoners.
Er bevond of bevindt zich een station voor het verzamelen van kuit (kaviaar) van kleine marene, hetgeen in 2005 gepland stond voor vernieuwing.
Bestuurlijk centrum: Tsjerski

Ambartsjik · Androesjkino · Dve viski · Jermolovo · Kolymskoje · Krestovaja · Michalkino · Nizjnekolymsk · Petoesjki(†) · Pochodsk · Timkino · Tsjoekotsjja